# ルイ・パスツール
ルイ・パスツール（パストゥールとも、フランス語: Louis Pasteur, 1822年12月27日 - 1895年9月28日）は、フランスの生化学者・細菌学者。「科学には国境はないが、科学者には祖国がある」という言葉で知られる。王立協会外国人会員。ロベルト・コッホと共に「近代細菌学の開祖」とされる。
分子の光学異性体を発見。牛乳、ワイン、ビールの腐敗を防ぐ低温での殺菌法（パスチャライゼーション(Pasteurisation・低温殺菌法とも）を開発。またワクチンの予防接種という方法を開発し、狂犬病ワクチン、コレラワクチンを発明している。

## 生涯
ルイ・パスツールはフランス、ジュラ地方のドールで皮なめし職人の息子として生まれた。1843年にパリの高等師範学校（エコール・ノルマル・シュペリウール）に入学し、1846年に博士号を取得した。化学を専攻したが、初めは才能がみられず、指導した教授の一人は彼を「平凡である」（日本的には「普通」の評価。5段階で3.2くらい）と評した。
初期の、化学者時代の業績としては、酒石酸の性質の解明（1849年）がある。パスツールはこの結晶学に関する博士論文により、ストラスブール大学の化学の教授の地位を得た。
1854年に、リールの新しい理科大学の学部長に指名された。1857年には、高等師範学校の事務局長兼理学部長となった。この時期に、アルコール製造業者から「ワインの腐敗原因を調べてほしい」という依頼を受け、これが彼を生物学、特に微生物学の研究に向かわせる契機となった。
1861年に『自然発生説の検討』を著し、従来の「生命の自然発生説」を否定した。
1862年4月20日、パスツールとクロード・ベルナールは、のちに低温殺菌法（パスチャライゼーション）(pasteurisation)として知られる最初の実験を行った。
1865年、パスツールは養蚕業の救済に取り組んだ。その頃、微粒子病と呼ばれる病気により、たくさんのカイコが死んでいた。パスツールはそこから多くのヒントを得た。研究の途中、1867年に脳卒中で倒れ、左半身不随になったが、微粒子病がカイコの卵へのノゼマ (Nosema apis) と呼ばれる原生生物（微胞子虫）の感染であることをつきとめ、微粒子病を防止する道をひらいた。
パスツールは嫌気性菌、つまり空気や酸素なしに増殖する微生物を発見した。
1895年、1868年からパスツールを蝕んでいた一連の発作による合併症が原因となり、パリ近郊マルヌ＝ラ＝コケットで没した。ノートルダム大聖堂に葬られたが、遺骸はパスツール研究所の地下聖堂に改葬された。

## 業績

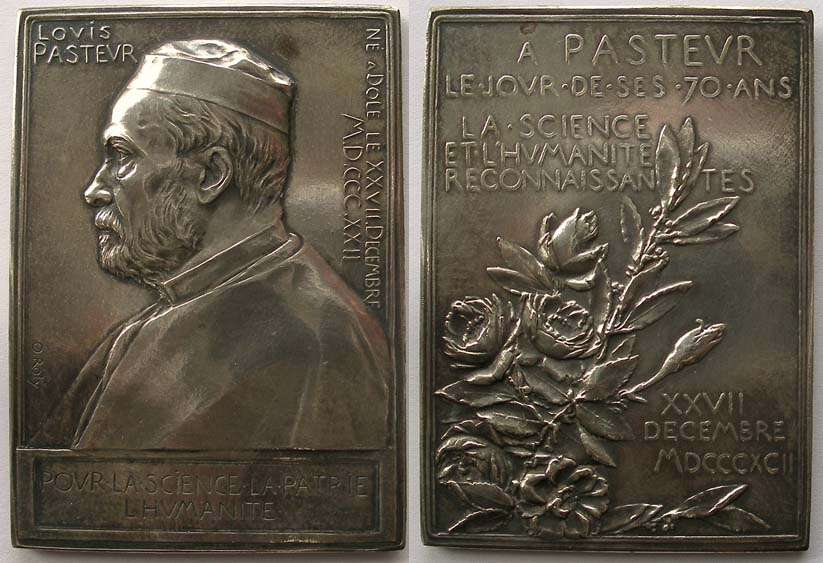
70歳記念プラーク (オスカル・ロティ作)
1893年、ソルボンヌ大学にてカルノー大統領から贈られた。

その経歴からもわかるように、彼の業績は非常に幅広い。初期には化学、その後、生物学と医学の分野へと変遷しており、それぞれにおいて大きな発見を成し遂げた。特に、化学における分子の立体構造の予測や、ウイルスの培養とワクチン開発など、いずれも科学の進歩を数十年先取りしている面がある。

### 化学分野での成果
パスツールは、ワインの澱からとれる溶液は、偏光を入射すると透過した光の偏光面を時計回りに回転させるが、ワインの澱からとれたものと同じ分子式を持つものを人工的に合成された溶液では、この偏光面の回転がおこらないことに気付いた。
そこで彼は、人工的に合成された酒石酸の塩（酒石酸ナトリウムアンモニウム）の小さな結晶を調べていて、結晶には非対称な2種類の形があり、それぞれが鏡像になっていることに気が付いた。退屈な分離作業の結果、2種類の酒石酸の塩が得られた。この塩の一方の溶液では、偏光面を時計回りに回転させるのに対し、他方は反時計回りに回転させるのだった。そして、これら2種類を等量混合したものは、偏光に対して何の効果も及ぼさなかった。さらに、等量混合したものに微生物を混入すると、偏光面は片側のみになった。
このことから、パスツールは、酒石酸の分子は非対称な形をしており、左手の手袋と右手の手袋のように、互いに鏡像の関係にある2種類の形が存在するということ、天然物であるワインから取れたものと違い、人工的に合成されたものでは、互いに鏡像の関係にある2種類の酒石酸の塩が等量含まれているということ、を正しく推論した。後年、この実験のファント・ホッフによる詳細な追試により、はじめて炭素原子は立体的な正四面体構造を取ることが判明するのである。このように、光学分割により初めてキラル分子の存在を実証したことは大きな実績であったが、その後パスツールはさらに有名な業績を成し遂げる生物学・医学の分野へと進んでいった。

### 生物・医学分野での成果

#### 自然発生説の否定
生物の自然発生を認める自然発生説は17世紀に一旦は否定されたものの、微生物の発見によってややこしくなった。微生物は外気から侵入したとしてもそれを見つけるのは難しい。完全に密閉すれば微生物の発生を妨げられることはわかっていたが、これに対しては空気が入らないために生命が発生できないのだとの反論があった。パスツールは、色々な実験によって微生物は外気から侵入したのだと判断した。これを示すために彼が考案した、塵が入らないように工夫した「白鳥の首フラスコ」（いわゆるパスツール瓶）を使うと、煮沸して放置した肉汁は腐敗しないことを示した。このことから、腐敗した肉汁の微生物はすべて外界からの混入によるものであり、“生命は生命からのみ生まれる”という説を強く後押しした。

#### 醗酵に関して
彼はアルコール発酵が酵母の働きによること、また酢酸発酵が別種の微生物の働きによることを確認した。それまでにすでに酵母は発見されていたが、発酵の要因とは考えられていなかった。つまり、発酵が微生物の働きであることを発見したのは彼によるものである。
実用的には葡萄酒が悪くなるのを防ぐために低温殺菌法を開発した。これは牛乳などの液体を60℃程度で数十分間加熱し、バクテリアやカビなどの微生物を殺菌する方法であり、現在にいたるまで広く利用されている。英語名パスチャライゼーションも彼の名に由来するものである。

#### 医学に関して
彼の業績は、ドイツのコッホと共に微生物に関する医学の黎明期をなすものである。コッホとは強いライバル関係にあったが、後年、固体培養を駆使したコッホに対し、液体培養で研究を進めたパスツールは大きく水をあけられた。コッホの貢献が細菌学の基礎を固めるものであり、寒天培地やシャーレなど、彼にかかわって開発された多くの技術が現在も主力として活躍しているのに比べ、パスツールはそのような面ではあまり貢献していない。
しかしながら、様々な諸概念を作り上げた点では、彼の貢献は大きい。そもそも微生物が病原体である可能性を示唆したのは彼である。微生物は動物や人間の身体にも感染するという結論に達したパスツールは、スコットランドの外科医ジョゼフ・リスターが、外科手術における消毒法を開発するのを助けた。
また、弱毒化した微生物を接種することで免疫を得ることができるという発見は、ワクチンの予防接種という、感染症に対する強力な武器を供給するものとなった。その後、彼は狂犬病のワクチンも開発した。実は狂犬病の病原体はウイルスであり、彼はその姿をとらえることが出来ないまま、犬の体で培養を行い、ワクチンの開発に成功している。
微生物を拾い上げられるのに使われることが多いガラス管の先端を細長く伸ばしたピペットはパスツールピペットと呼ばれている。

## 主な受賞歴
- 1856年 - ランフォード・メダル
- 1874年 - コプリ・メダル
- 1882年 - アルバート・メダル
- 1892年 - ランフォード・メダル（2回目）
- 1895年 - レーウェンフック・メダル

## その他
カイコについての基礎知識を得るためファーブルを訪問したとき、ファーブルはパスツールの昆虫学の基礎知識に関するあまりの無知ぶりに驚いたという。当時フランス国内で疾患の蔓延によりカイコが枯渇して養蚕の危機に瀕していた事への救援として、日本の江戸幕府将軍徳川家茂からフランス皇帝ナポレオン3世に対してカイコの卵の贈呈があり、パスツールは研究用としてその一部を分け与えられた。
パスツールがいかに尊敬されていたかを示すエピソードがある。1940年、ナチス・ドイツによるフランス占領で、パスツール研究所が接収された。ここの守衛をつとめていたのがヨゼフ・マイスター（ジョゼフ・マイスター、Joseph Meister）という、狂犬病ワクチンで助かった3人目の子供であった（1940年当時65歳）。彼はパスツールの恩に報いるため、墓を暴こうとしたドイツ人に鍵を渡すことを拒み、自ら命を絶ったという俗説がある。実際にはマイスターは、ドイツ軍の侵攻に際し、自分が研究所から家族を避難させた結果、家族が死んでしまったと思い込み、自宅でガス自殺をした。
2015年、パスツールが記した著述などがユネスコ記憶遺産に登録された。

### 日本人研究者との交流
1892年(明治25年)までの約6年間にわたりドイツ・ベルリン大学に留学し、当時同大学の教員の一人だったコッホの下で破傷風菌の研究などに取り組んで輝かしい成果を上げていた日本人研究者・北里柴三郎が帰国途上にパスツール研究所に立ち寄り、パスツールと面会した。その際、パスツールは「素晴らしい研究に敬意と祝福を込めて」等と自書した彼自身の写真を北里に贈っている。